# Oullins
Oullins és un municipi francès, situat a la metròpoli de Lió i a la regió de Alvèrnia - Roine-Alps. L'any 2011 tenia 25.257 habitants.